# Baksjön (Åsele socken, Lappland, 712535-159793)
Baksjön är en sjö i Åsele kommun i Lappland och ingår i Gideälvens huvudavrinningsområde. Sjön är 6,1 meter djup, har en yta på 0,242 kvadratkilometer och är belägen 345,1 meter över havet.

## Delavrinningsområde
Baksjön ingår i det delavrinningsområde (712585-159758) som SMHI kallar för Utloppet av Baksjön. Medelhöjden är 359 meter över havet och ytan är 1,4 kvadratkilometer. Det finns inga avrinningsområden uppströms utan avrinningsområdet är högsta punkten. Vattendraget som avvattnar avrinningsområdet har biflödesordning 3, vilket innebär att vattnet flödar genom totalt 3 vattendrag innan det når havet efter 177 kilometer. Avrinningsområdet består mestadels av skog (60 procent). Avrinningsområdet har 0,24 kvadratkilometer vattenytor vilket ger det en sjöprocent på 17,4 procent.